# Une autre femme
Pour plus de détails, voir Fiche technique et Distribution.
Une autre femme (Another Woman en anglais) est un film américain de Woody Allen, sorti sur les écrans en 1988.

## Synopsis
Marion (Gena Rowlands), la cinquantaine, est professeur de philosophie en congé sabbatique. Elle loue un pied-à-terre pour achever au calme l’écriture de son roman. Par le truchement d’une bouche d’aération, elle surprend la conversation entre une jeune femme (Mia Farrow) et son psychanalyste. Troublée par le désespoir de la jeune femme, Marion décide de la suivre, puis de la rencontrer. Cette rencontre l’amènera à s’interroger sur sa vie et sa relation aux autres.

## Fiche technique
- Titre : Une autre femme
- Titre original : Another Woman
- Réalisation : Woody Allen
- Scénario : Woody Allen
- Directeur de la photographie : Sven Nykvist
- Montage : Susan E. Morse
- Décors : Santo Loquasto
- Costumes : Jeffrey Kurland
- Production : Jack Rollins & Charles H. Joffe Productions
- Dates de sortie : 
  - États-Unis : 14 octobre 1988
  - France : 1er mars 1989
- Genre : drame
- Durée : 78 minutes

## Distribution
- Gena Rowlands (VF : Nadine Alari) : Marion
- Mia Farrow (VF : Élisabeth Wiener) : Hope
- Ian Holm (VF : Serge Lhorca) : Ken
- Blythe Danner (VF : Sylvie Moreau) : Lydia
- Gene Hackman (VF : Jean-Pierre Moulin) : Larry
- Betty Buckley (VF : Perrette Pradier) : Kathy
- Martha Plimpton (VF : Rafaèle Moutier) : Laura
- John Houseman[1] (VF : Teddy Bilis) : le père de Marion
- Sandy Dennis (VF : Arlette Thomas) : Claire
- David Ogden Stiers (VF : Raymond Baillet) : le père de Marion enfant
- Philip Bosco (VF : André Falcon) : Sam
- Harris Yulin (VF : Georges Poujouly) : Paul
- Frances Conroy (VF : Dorothée Jemma) : Lynn
- Kenneth Welsh (VF : Jean Barney) : Donald
- Bruce Jay Friedman (VF : Sady Rebbot) : Mark
- Jacques Levy (VF : Jacques Deschamps) : Jack
- Kathryn Grody (VF : Jeanine Forney) : Cynthia
- Michael Kirby (VF : René Bériard) : le psychiatre
- Fred Melamed : La voix du patient